# El Hadj Amadou Dia Ba
El Hadj Amadou Dia Ba (22 de setembre, 1958) és un ex atleta senegalès especialista en proves de tanques.
Guanyà una medalla d'argent als Jocs Olímpics de 1988 en la prova de 400 metres tanques, amb un temps de 47.23 s. També participà en els Jocs de 1984 i 1992.

## Resultats
| Any  | Competició             | Seu                 | Resultat | Extra         |
| ---- | ---------------------- | ------------------- | -------- | ------------- |
| 1978 | Jocs Panafricans       | Alger, Algèria      | 3r       | Salt d'altura |
| 1983 | Universiada            | Edmonton, Canadà    | 2n       | 400m tanques  |
| 1983 | Campionat del Món      | Hèlsinki, Finlàndia | 7è       | 400m tanques  |
| 1987 | Jocs Panafricans       | Nairobi, Kenya      | 1r       | 400m tanques  |
| 1988 | Jocs Olímpics          | Seül, Corea del Sud | 2n       | 400m tanques  |
| 1989 | Jocs de la Francofonia | Casablanca, Marroc  | 1r       | 400m tanques  |